# Vilém Karger
Vilém Antonín Karger (13. září 1856 Lesnice – 26. listopadu 1943 Lesnice) byl rakouský rolník a politik z Moravy; poslanec Moravského zemského sněmu.

## Biografie
Narodil se roku 1856 v Lesnici. V matrice je uveden jako Wilhelm Anton Karger. Jeho otcem byl rolník Antonín Karger. Působil jako starosta v obci Lesnice. Byl zde aktivní i ve spolkovém životě. Na počátku 20. století byl místopředsedou místní Čtenářsko-pěvecké jednoty Vlastislav. Od konce 19. století se podílel na organizování sborů dobrovolných hasičů na Zábřežsku.
Počátkem 20. století se zapojil i do vysoké politiky. V zemských volbách v roce 1906 byl zvolen na Moravský zemský sněm, kde zastupoval kurii venkovských obcí, český obvod Zábřeh, Šumperk, Staré Město atd. V roce 1906 se na sněm dostal jako kandidát agrárníků (Českoslovanská strana agrární).